# 沃爾頓鎮區 (堪薩斯州索姆奈縣)
沃爾頓鎮區（英語：Walton Township）為美國堪薩斯州索姆奈縣轄下的鎮區。2010年美国人口普查中此鎮區人口有361人。

## 地理
沃爾頓鎮區涵蓋總面積為138.6平方（53.50平方英里），其中陸地面積為138.6平方（53.50平方英里），水域面積為0平方（0.00平方英里）或0.00%。

## 人口統計
根據2010年美國人口普查，沃爾頓鎮區人口有361人，其中男性有198人，女性有163人，人口密度為每平方公里2.61人，住房計174戶。鎮區內的白人有351人，非裔美國人有2人，美洲原住民有2人，亞裔美國人有0人，太平洋島裔美國人有1人，其他種族有3人，混血種族則有2人。此外鎮區內有6人為西班牙裔或拉丁裔美國人。此鎮區之年齡中位數為40.6歲，而男性年齡中位數為40.8歲，女性年齡中位數為39.8歲。

## 交通

### 主要公路
- 166號美國國道